# گرند ایر اکسپرس
گرند ایر اکسپرس (به انگلیسی: Grand Aire Express) یک شرکت هواپیمایی است که در ۱۹۸۵ میلادی تأسیس شده‌است. قطب گرند ایر اکسپرس در فرودگاه تولدو اکسپرس قرار دارد.